# 蘆野資俊
蘆野 資俊（あしの すけとし）は、江戸時代前期の旗本（交代寄合）・俳人。蘆野氏19代当主。蘆野民部。

## 生涯
正保3年（1646年）11月12日に10歳で家督を継ぎ、交代寄合那須衆の芦野2千700石を相続した。翌正保4年（1647年）9月6日に徳川家光に御目見した。この資俊の代に、蘆野領内でそれまでに開墾した新田分を追加して、蘆野氏の知行地石高は3千10石となった。元禄4年（1691年）に芦野温泉神社を建立。
元禄5年（1692年）6月26日、死去。享年57。

## 俳人として
資俊は俳人として最も著名な松尾芭蕉の門人、江戸蕉門の1人で、俳号を桃酔という俳人であった。
著名な旅行記『奥の細道』作中に、
```
「此所の郡守戸部某の此柳みせばやなど、折ゝにの給ひ聞え給ふを、いづくのほどにやと思ひしを、今日此柳のかげにこそ立より侍つれ」（元禄2年（
1689年
）4月20日）
```

という記述がある。芭蕉は奥州への旅行の途上で、かつて門人の資俊が、西行が歌を詠んだ芦野の遊行柳を見せたいと言っていたので、蘆野領に立寄り句を詠んた。資俊はこの時江戸に在府していたため現地での案内はできず、代わりに芦野宿仲町の外れにあった「角の茶屋」の松本市兵衛に案内をさせている。「郡守戸部某」と書かれているのは、幕臣である資俊の人物名をぼやかす為であり、民部を戸部としたのは、民部を唐風の呼び名「戸部」に変えたのだと解釈されている。
元禄10年（1697年）編纂の『陸奥鵆』（編者天野桃隣）に、資俊作の「春雨や寝返りもせぬ膝の猫」という句が採録されている。